# Pleurosicya bilobata
 Pleurosicya bilobata és una espècie de peix de la família dels gòbids i de l'ordre dels perciformes.

## Morfologia
Els mascles poden assolir els 3 cm de longitud total.

## Distribució geogràfica
Es troba des de l'Índia fins a les Moluques i les Illes Ryukyu.